# نيفيل روشي
نيفيل روشي (بالإنجليزية: Neville Roach)‏ هو لاعب كرة قدم بريطاني، ولد في 29 سبتمبر 1978 في ريدنغ في المملكة المتحدة. لعب مع أكسفورد يونايتد وأولدهام أثلتيك وستيفيناغ بوروه ونادي توركي يونايتد ونادي ريدنغ ونادي ساوثيند يونايتد ونادي فارنبوروه وويكمب وندررز.

## وصلات خارجية
- نيفيل روشي على موقع قاعدة بيانات كرة القدم.إي يو (الإنجليزية)
- نيفيل روشي على موقع Soccerbase.com (لاعب) (الإنجليزية)